# オイゲン・シュフタン
オイゲン・シュフタン（Eugen Schüfftan、1893年7月21日 - 1977年9月6日）は、ドイツの撮影監督である。

## 経歴
ブレスラウ出身。建築家、画家、彫刻家を経て、ライティング・ディレクターの職に就いた。1930年、『日曜日の人々』で撮影を担当する。1933年にドイツを脱出し、マルセル・カルネ、マックス・オフュルス、ルネ・クレールといった監督たちの作品を手がけた。1940年にアメリカ合衆国へ渡り、7年後に市民権を獲得した。1950年代から1960年代のあいだ、世界を股にかけて活動した。
「シュフタン・プロセス」と呼ばれる特殊効果を発明した。これはフリッツ・ラング監督の『メトロポリス』で最初に使われた手法であり、鏡と縮小模型を活用することによって、あたかも実物大であるかのような都市の景観を生み出した。その後、この手法はアルフレッド・ヒッチコックやピーター・ジャクソンが使っている。

## フィルモグラフィー
特記なき作品は撮影を担当。

### 映画
- 日曜日の人々 Menschen am Sonntag （1930年）
- アトランティド L'Atlantide （1932年）
- 上から下まで Du haut en bas （1933年）
- 不景気よさようなら La crise est finie （1934年）
- 盗賊交響楽 The Robber Symphony （1937年）
- 霧の波止場 Le Quai des brumes （1938年）
- 明日はない Sans lendemain （1939年）
- 奇妙な女 The Strange Woman （1946年） - 製作
- 恋ざんげ Le Rideau cramoisi （1953年）
- 顔のない眼 Les Yeux sans visage （1960年）
- ハスラー The Hustler （1961年）
- 傷だらけの愛 Something Wild （1961年）
- リリス Lilith （1964年）
- マンハッタンの哀愁 Trois chambres à Manhattan （1965年）
- 生まれる権利 Der Arzt stellt fest... （1966年）

## 受賞
- 1962年 - 第34回アカデミー賞 - 撮影賞（『ハスラー』）[9]